# Макс Айхер Арена
Макс Айхер Арена (нем. Max Aicher Arena) — крытый ледовый стадион в Инцелле, Германия. Расположен на высоте 690 метров. Вместимость 6000 зрителей. Стоимость строительства составила 36 миллионов евро. 
В 1965 году в 5 километрах от Инцелля был построен открытый каток «Людвиг Швабль штадион» с 400 метровой дорожкой с искусственным льдом. Его вместимость составила 10000 зрителей. На катке проводились чемпионаты мира и Европы по конькобежному спорту, этапы кубка мира. С момента открытия 11 декабря 1965 года и до 1985 года на катке было установлено 62 мировых рекорда.
В 2009 году на месте открытого катка началось строительство крытой арены, которая была официально открыта в марте 2011 года. В октябре 2024 года итальянец Давиде Гьотто установил на новом катке мировой рекорд на дистанции 10 000 метров. 

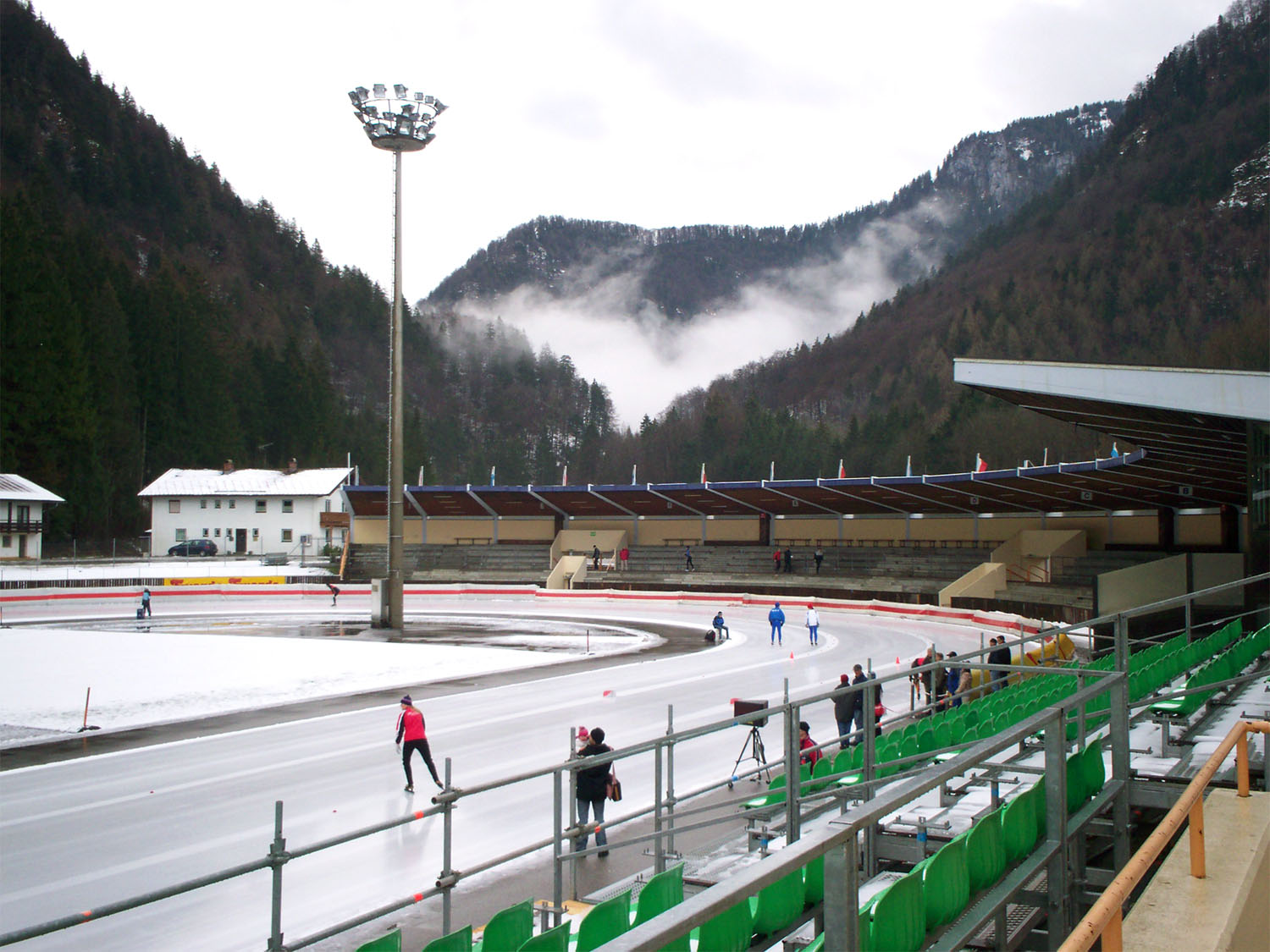
Людвиг Швабль штадион в 2006 году.

Носит имя немецкого предпринимателя Макса Айхера (род. 1934).

## Рекорды

### «Людвиг Швабль штадион»
| Дистанция | Конькобежец      | Страна     | Время    | Дата       |
| --------- | ---------------- | ---------- | -------- | ---------- |
| 500 м     | Юй Фэнтун        | Китай      | 35,17    | 22-02-2004 |
| 1000 м    | Шани Дэвис       | США        | 1.09,65  | 17-02-2008 |
| 1500 м    | Ремко Олде Хёвел | Нидерланды | 1.47,81  | 21-10-2006 |
| 3000 м    | Свен Крамер      | Нидерланды | 3.43,34² | 11-10-2008 |
| 5000 м    | Чэд Хедрик       | США        | 6.25,61  | 03-03-2005 |
| 10000 м   | Боб де Йонг      | Нидерланды | 13.25,61 | 05-03-2005 |

| Дистанция | Конькобежец         | Страна     | Время    | Дата       |
| --------- | ------------------- | ---------- | -------- | ---------- |
| 500 м     | Дженни Вольф        | Германия   | 38,25    | 12-10-2007 |
| 1000 м    | Анни Фризингер      | Германия   | 1.16,10  | 21-10-2006 |
| 1500 м    | Анни Фризингер      | Германия   | 1.57,21  | 15-10-2005 |
| 3000 м    | Мартина Сабликова   | Чехия      | 4.06,55  | 10-10-2008 |
| 5000 м    | Мартина Сабликова   | Чехия      | 6.56,98  | 17-10-2008 |
| 10000 м   | Ивонне ван дер Плуг | Нидерланды | 17.38,00 | 07-03-1984 |

### «Макс Айхер Арена»
| Дистанция        | Конькобежец                             | Страна     | Время       | Дата       |
| ---------------- | --------------------------------------- | ---------- | ----------- | ---------- |
| 500 м            | Джордан Штольц                          | США        | 34,10       | 09-03-2024 |
| 1000 м           | Нин Чжунянь                             | Китай      | 1.07,11     | 08-03-2024 |
| 1500 м           | Джордан Штольц                          | США        | 1.41,78     | 10-03-2024 |
| 5000 м           | Давиде Гьотто                           | Италия     | 6.06,28     | 09-03-2024 |
| 10000 м          | Давиде Гьотто                           | Италия     | 12.26,30 WR | 26-10-2024 |
| Командная гонка  | Марсел Боскер Свен Крамер Дауве де Врис | Нидерланды | 3.38,43     | 08-02-2019 |
| Командный спринт | Роналд Мюлдер Кьелд Нёйс Кай Вербей     | Нидерланды | 1.19,05     | 07-02-2019 |

| Дистанция        | Конькобежец                            | Страна     | Время   | Дата                  |
| ---------------- | -------------------------------------- | ---------- | ------- | --------------------- |
| 500 м            | Фемке Кок                              | Нидерланды | 37,07   | 07-03-2024 08-03-2024 |
| 1000 м           | Ютта Лердам                            | Нидерланды | 1.12,86 | 08-03-2024            |
| 1500 м           | Йой Бёне                               | Нидерланды | 1.52,65 | 10-03-2024            |
| 3000 м           | Йой Бёне                               | Нидерланды | 3.55,72 | 09-03-2024            |
| 5000 м           | Мартина Сабликова                      | Чехия      | 6.44,85 | 09-02-2019            |
| Командная гонка  | Аяно Сато Михо Такаги Нана Такаги      | Япония     | 2.55,78 | 08-02-2019            |
| Командный спринт | Летиция де Йонг Ютта Лердам Янина Смит | Нидерланды | 1.26,28 | 07-02-2019            |